# Tama (musikalbum)
Tama är ett av den grekiska artisten Christos Dantis album. Albumet släpptes år 1995.

## Låtlista
1. Trello Ke Agapisiariko
2. An
3. Na'ha Petrini Kardia
4. Allon Ehis Agkalia
5. Simasia
6. To 69 Me Kapoio Filo
7. Monima
8. Ferrari
9. Eleanor Rigby
10. Vasilikos
11. Tipota